# Natação no Campeonato Europeu de Esportes Aquáticos de 2021 - 50 m livre masculino
A prova dos 50 metros livre masculino da natação no Campeonato Europeu de Esportes Aquáticos de 2021 ocorreu nos dias 22 e 23 de maio na Arena Danúbio, em Budapeste na Hungria. 

## Calendário
| Fase          | Data       | Hora  |
| ------------- | ---------- | ----- |
| Eliminatórias | 22 de maio | 10:15 |
| Semifinal     | 22 de maio | 11:50 |
| Final         | 23 de maio | 18:05 |

Todos os horários estão no horário local (UTC+1)

## Recordes
Antes desta competição, os recordes eram os seguintes:
|                       | Nadador            | Tempo | Local       | Data                   |
| --------------------- | ------------------ | ----- | ----------- | ---------------------- |
| Recorde mundial       | César Cielo        | 20.91 | São Paulo   | 18 de dezembro de 2009 |
| Recorde europeu       | Frédérick Bousquet | 20.94 | Montpellier | 26 de abril de 2009    |
| Recorde do campeonato | Ben Proud          | 21.11 | Glasgow     | 8 de agosto de 2018    |

## Medalhistas
| Ouro                      | Prata           | Bronze                  |
| Ari-Pekka Liukkonen (FIN) | Ben Proud (GBR) | Kristian Golomeev (GRE) |

## Resultados

### Eliminatórias
Esses foram os resultados das eliminatórias. 
| Pos. | Bateria | Raia | Nadador                   | Nacionalidade        | Tempo | Notas            |
| ---- | ------- | ---- | ------------------------- | -------------------- | ----- | ---------------- |
| 1    | 7       | 5    | Thom de Boer              | Países Baixos        | 21.76 | Q                |
| 2    | 6       | 4    | Florent Manaudou          | França               | 21.86 | Q                |
| 3    | 8       | 4    | Ben Proud                 | Reino Unido          | 21.93 | Q                |
| 4    | 8       | 2    | Alessandro Miressi        | Itália               | 21.97 | Q                |
| 5    | 7       | 4    | Kristian Golomeev         | Grécia               | 21.98 | Q                |
| 6    | 6       | 6    | Ari-Pekka Liukkonen       | Finlândia            | 21.99 | Q                |
| 7    | 7       | 7    | Konrad Czerniak           | Polónia              | 22.00 | Q                |
| 8    | 8       | 6    | Lorenzo Zazzeri           | Itália               | 22.01 | Q                |
| 9    | 7       | 2    | Vladyslav Bukhov          | Ucrânia              | 22.05 | Q                |
| 10   | 8       | 5    | Paweł Juraszek            | Polónia              | 22.08 | Q                |
| 11   | 6       | 5    | Leonardo Deplano          | Itália               | 22.11 |                  |
| 12   | 6       | 2    | Kenzo Simons              | Países Baixos        | 22.13 | Q                |
| 13   | 7       | 9    | Björn Seeliger            | Suécia               | 22.15 | Q                |
| 14   | 6       | 8    | Andriy Govorov            | Ucrânia              | 22.19 | Q                |
| 14   | 8       | 3    | Maxime Grousset           | França               | 22.19 | Q                |
| 16   | 7       | 6    | Kliment Kolesnikov        | Rússia               | 22.24 | Q                |
| 17   | 8       | 8    | Andrej Barna              | Sérvia               | 22.27 | DES              |
| 17   | 6       | 0    | Heiko Gigler              | Áustria              | 22.27 | DES, {           |
| 19   | 6       | 3    | Jesse Puts                | Países Baixos        | 22.28 |                  |
| 20   | 7       | 3    | Meiron Cheruti            | Israel               | 22.30 |                  |
| 21   | 5       | 6    | Daniel Zaitsev            | Estónia              | 22.32 | Recorde nacional |
| 22   | 8       | 7    | Stan Pijnenburg           | Países Baixos        | 22.35 |                  |
| 23   | 4       | 6    | Nicholas Lia              | Noruega              | 22.37 |                  |
| 24   | 4       | 0    | David Popovici            | Roménia              | 22.43 |                  |
| 25   | 5       | 1    | Péter Holoda              | Hungria              | 22.44 |                  |
| 25   | 8       | 1    | Nándor Németh             | Hungria              | 22.44 |                  |
| 27   | 7       | 1    | Miguel Nascimento         | Portugal             | 22.46 |                  |
| 28   | 5       | 9    | Matej Duša                | Eslováquia           | 22.49 | Recorde nacional |
| 29   | 5       | 0    | Isak Eliasson             | Suécia               | 22.50 |                  |
| 30   | 3       | 6    | Nikola Aćin               | Sérvia               | 22.51 |                  |
| 31   | 7       | 8    | Sergii Shevtsov           | Ucrânia              | 22.64 |                  |
| 32   | 6       | 9    | Jacob Whittle             | Reino Unido          | 22.65 |                  |
| 33   | 5       | 7    | Illya Linnyk              | Ucrânia              | 22.67 |                  |
| 33   | 5       | 5    | Artsiom Machekin          | Bielorrússia         | 22.67 |                  |
| 35   | 8       | 9    | Niksa Stojkovski          | Noruega              | 22.71 |                  |
| 36   | 5       | 3    | Anton Herrala             | Finlândia            | 22.74 |                  |
| 37   | 5       | 8    | Jokūbas Keblys            | Lituânia             | 22.77 |                  |
| 38   | 4       | 3    | Jasper Aerents            | Bélgica              | 22.80 |                  |
| 38   | 3       | 5    | Jan Holub                 | Polónia              | 22.80 |                  |
| 38   | 5       | 4    | Jakub Kraska              | Polónia              | 22.80 |                  |
| 41   | 8       | 0    | Odyssefs Meladinis        | Grécia               | 22.83 |                  |
| 42   | 7       | 0    | Simonas Bilis             | Lituânia             | 22.84 |                  |
| 43   | 3       | 4    | Sebastien De Meulemeester | Bélgica              | 22.91 |                  |
| 44   | 3       | 3    | Elias Persson             | Suécia               | 22.97 |                  |
| 44   | 4       | 5    | Juan Segura               | Espanha              | 22.97 |                  |
| 46   | 4       | 1    | George Stoica-Constantin  | Roménia              | 22.99 |                  |
| 47   | 4       | 4    | Robin Hanson              | Suécia               | 23.03 |                  |
| 48   | 3       | 9    | Markus Lie                | Noruega              | 23.06 |                  |
| 49   | 4       | 2    | Mario Mollà               | Espanha              | 23.15 |                  |
| 50   | 4       | 9    | Artur Barseghyan          | Armênia              | 23.22 |                  |
| 51   | 4       | 8    | Yalım Acımış              | Turquia              | 23.29 |                  |
| 52   | 3       | 2    | Nikola Bjelajac           | Bósnia e Herzegovina | 23.31 |                  |
| 53   | 4       | 7    | Julien Henx               | Luxemburgo           | 23.33 |                  |
| 54   | 3       | 0    | Nikolas Antoniou          | Chipre               | 23.34 |                  |
| 55   | 3       | 1    | Dadó Fenrir Jasminuson    | Islândia             | 23.44 |                  |
| 55   | 2       | 5    | Bernat Lomero             | Andorra              | 23.44 | Recorde nacional |
| 57   | 3       | 7    | Constantin Malachi        | Moldávia             | 23.65 |                  |
| 58   | 3       | 8    | Doğa Çelik                | Turquia              | 23.72 |                  |
| 59   | 2       | 4    | David Abesadze            | Geórgia              | 23.75 |                  |
| 60   | 2       | 6    | Tomás Lomero              | Andorra              | 23.98 |                  |
| 61   | 1       | 3    | Vladimir Mamikonyan       | Armênia              | 24.01 |                  |
| 62   | 2       | 3    | Boško Radulović           | Montenegro           | 24.51 |                  |
| 63   | 2       | 1    | Giacomo Casadei           | San Marino           | 24.74 |                  |
| 63   | 2       | 7    | Ethan Faloppa             | Mónaco               | 24.74 |                  |
| 65   | 2       | 2    | Théo Chiabaut             | Mónaco               | 24.93 |                  |
| 66   | 1       | 4    | Vigan Bytyqi              | Kosovo               | 25.04 |                  |
| 67   | 2       | 0    | Eduard Tshagharyan        | Armênia              | 25.15 |                  |
| 68   | 2       | 8    | Olt Kondirolli            | Kosovo               | 25.44 |                  |
| 69   | 1       | 5    | Dren Ukimeraj             | Kosovo               | 25.85 |                  |
| 70   | 6       | 7    | Vladislav Grinev          | Rússia               | DNS   | DNS              |
| 70   | 6       | 1    | Kristof Milak             | Hungria              | DNS   | DNS              |
| 70   | 5       | 2    | Nikola Miljenić           | Croácia              | DNS   | DNS              |

Desempate
Esse foi o resultado do desempate, o que resultou em uma vaga na semifinal. 
| Pos. | Raia | Nadador      | Nacionalidade | Tempo | Notas            |
| ---- | ---- | ------------ | ------------- | ----- | ---------------- |
| 1    | 4    | Heiko Gigler | Áustria       | 22.05 | Q,               |
| 2    | 5    | Andrej Barna | Sérvia        | 22.14 | Recorde nacional |

### Semifinal
Esses foram os resultados das semifinais. 
Semifinal 1
| Pos. | Raia | Nadador             | Nacionalidade | Tempo | Notas |
| ---- | ---- | ------------------- | ------------- | ----- | ----- |
| 1    | 4    | Florent Manaudou    | França        | 21.67 | Q     |
| 2    | 3    | Ari-Pekka Liukkonen | Finlândia     | 21.72 | Q     |
| 3    | 5    | Alessandro Miressi  | Itália        | 21.86 | q     |
| 3    | 6    | Lorenzo Zazzeri     | Itália        | 21.86 | q     |
| 5    | 1    | Maxime Grousset     | França        | 21.95 | q     |
| 6    | 2    | Paweł Juraszek      | Polónia       | 21.97 |       |
| 7    | 8    | Heiko Gigler        | Áustria       | 22.10 |       |
| 7    | 7    | Björn Seeliger      | Suécia        | 22.10 |       |

Semifinal 2
| Pos. | Raia | Nadador            | Nacionalidade | Tempo | Notas |
| ---- | ---- | ------------------ | ------------- | ----- | ----- |
| 1    | 3    | Kristian Golomeev  | Grécia        | 21.60 | Q     |
| 2    | 4    | Thom de Boer       | Países Baixos | 21.80 | Q     |
| 3    | 5    | Ben Proud          | Reino Unido   | 21.84 | q     |
| 4    | 2    | Vladyslav Bukhov   | Ucrânia       | 22.07 |       |
| 5    | 7    | Kenzo Simons       | Países Baixos | 22.14 |       |
| 6    | 6    | Konrad Czerniak    | Polónia       | 22.21 |       |
| 7    | 1    | Andriy Govorov     | Ucrânia       | 22.24 |       |
| 8    | 8    | Kliment Kolesnikov | Rússia        | 22.32 |       |

### Final
Esse foi o resultado da final. 
| Pos.              | Raia | Nadador             | Nacionalidade | Tempo | Notas |
| ----------------- | ---- | ------------------- | ------------- | ----- | ----- |
| Medalha de ouro   | 3    | Ari-Pekka Liukkonen | Finlândia     | 21.61 |       |
| Medalha de prata  | 2    | Ben Proud           | Reino Unido   | 21.69 |       |
| Medalha de bronze | 4    | Kristian Golomeev   | Grécia        | 21.73 |       |
| 4                 | 6    | Thom de Boer        | Países Baixos | 21.80 |       |
| 5                 | 5    | Florent Manaudou    | França        | 21.81 |       |
| 6                 | 1    | Lorenzo Zazzeri     | Itália        | 21.92 |       |
| 7                 | 8    | Maxime Grousset     | França        | 22.02 |       |
| 8                 | 7    | Alessandro Miressi  | Itália        | 22.19 |       |

Legenda
| Recorde mundial       | Recorde mundial (World record)               |                       | Recorde africano                      | Recorde africano (African) |                                           | Q | Classificado por posição (Qualified) |
| Recorde do campeonato | Recorde do campeonato (Championship record)  | Recorde da América    | Recorde da América (Americas)         | q                          | Classificado por melhor tempo (Qualified) |   |                                      |
| Melhor marca do ano   | Melhor marca do ano (World leading)          | Recorde asiático      | Recorde asiático (Asian)              | DNS                        | Não largou (Did not start)                |   |                                      |
| Recorde nacional      | Recorde nacional (National record)           | Recorde europeu       | Recorde europeu (European)            | DNF                        | Não terminou (Did not finish)             |   |                                      |
| Recorde pessoal       | Recorde pessoal do atleta (Personal best)    | Recorde da Oceania    | Recorde da Oceania (Oceania)          | DSQ / DQ                   | Desclassificado (Disqualified)            |   |                                      |
| Recorde da temporada  | Recorde da temporada do atleta (Season best) | Recorde sul-americano | Recorde sul-americano (South America) | NM                         | Sem marca (No mark)                       |   |                                      |